# Ariel (revista española)
Ariel fue una revista literaria y artística, publicada en Barcelona, España, entre 1946 y 1951.
Se publicaron 23 números y 2 suplementos sobre temas de actualidad. Fue fundada y dirigida por Josep Palau i Fabre, Josep Romeu i Figueras, Miquel Tarradell, Joan Triadú i Font y Frederic-Pau Verrié i Faget, a quienes se sumaron en la redacción Joan Barat, Alexandre Cirici i Pellicer, Francesc Espriu, Enric Jardí i Casany, Rosa Leveroni i Valls, Joan Perucho, Jordi Sarsanedas y Manuel Valls i Gorina.
Trató de mostrar la cultura catalana, que apenas si podía ver la luz durante el régimen franquista. Respondía, en general, a una concepción culturalista del arte y la literatura, desde el simbolismo y el hiperrealismo.
En sus contenidos se encontraban poemas de Carles Riba, Josep Vicenç Foix, Josep Carner, Salvador Espriu y de autores jóvenes como Josep Palau-Fabre, Joan Vinyoli, Joan Brossa y Albert Manent. Predominó el ensayo crítico de literatura y arte, con dibujos y grabados inéditos de Joan Miró, Manolo Hugué, Clavé, Albert Ràfols Casamada y Emilio Grau Sala.